# Eva Ahnert-Rohlfs
Eva Ahnert-Rohlfs, nemška astronomka, * 11. avgust 1912, Coburg, Nemško cesarstvo, † 9. marec 1954, Sonneberg, NDR.
Ahnert-Rohlfsova je opravila pomembna opazovanja spremenljivk.

## Življenje in delo
Med letoma 1931 in 1933 je študirala na univerzah v Würzburgu, Münchnu in Kielu. Po devetih letih je od leta 1942 do konca 2. svetovne vojne študirala na Univerzi v Göttingenu. Od leta 1945 je sodelovala s Hoffmeistrom kot pomožna astronomka na Observatoriju Sonneberg.
Leta 1951 je doktorirala iz astrofizike na Univerzi v Jeni. Na Observatoriju Sonneberg je srečala astronoma Paula Oswalda Ahnerta in se leta 1952 poročila z njim.

## Dela
- »Strahlungsdruck, Poynting-Robertson-Effekt und interstellare Materie.« Mitteilung der Sternwarte Sonneberg 43 (1953)
- »Vorläufige Mitteilung über Versuche zum Nachweis von Meteoritischem Staub.« Mitteilung der Sternwarte Sonneberg 45 (1954)
- »Zur Struktur der Entstehung des Perseidenstroms.« Veröffentlichung der Sternwarte Sonneberg (2. del, str. 5 - 38) (1956)

## Osmrtnice
- AN 281 (1954) 284 (en stavek) (nemško)
- Hoffmeister, Cuno (1954). »Eva Ahnert-Rohlfs«. Die Sterne. Št. 5/6. str. 103–105.